# Односи Русије и Европске уније
Односи Русије и Европске уније су међународни односи између Европске уније (ЕУ) и Русије. Русија се граничи са пет држава чланица ЕУ: Естонијом, Финском, Летонијом, Литванијом и Пољском ; руска ексклава Калињинград је окружена чланицама ЕУ. До радикалног слома односа након руске инвазије на Украјину 2022. године, ЕУ је била највећи трговински партнер Русије и Русија је имала значајну улогу у европском енергетском сектору.
Билатерални односи између појединих чланица Европске уније и Русије варирају, током 1990.-их заједничка спољна политика према Русији је била прва таква установљена спољна политика ЕУ. Након тога успостављена су четири заједнишка подручја ЕУ и Русије ради побољшавања односа. У 2015. години, Европски парламент донео је резолуцију која говори да Русија није више стратешки партнер Европске уније након анексије Крима и рата у Донбасу.
Односи између Русије и ЕУ постали су све затегнутији од анексије Крима и рата у Донбасу, а ЕУ је увела неколико санкција против Руске Федерације . Текућа руска инвазија на Украјину покренута 2022. године изазвала је прекид већ напетих дипломатских односа између ЕУ и Русије: ЕУ је послала војну помоћ Украјини, руска имовина у ЕУ је замрзнута, а директан лет из ЕУ у Русију је суспендован. Европски парламент је 23. новембра 2022. године усвојио предлог којим се Русија проглашава државом спонзором тероризма.

## Позадина
Ово је позадина рушења билатералних односа пре руске инвазије на Украјину 2022. Погоршање односа је приказано у наставку у одељку Санкције због Украјине.

### Трговина
ЕУ је највећи трговински партнер Русије, са 52,3% укупне руске спољне трговине у 2008. години, а 75% залиха страних директних инвестиција (СДИ) у Русији такође долази из ЕУ. ЕУ је извезла 105 милијарди евра робе у Русију 2008, а Русија 173,2 милијарде евра у ЕУ. 68,2% руског извоза у ЕУ отпада на снабдевање енергијом и горивом. За детаље о осталој трговини, погледајте табелу испод:
| Правац трговине | Роба                 | Услуге              | СДИ               | Укупно               |
| --------------- | -------------------- | ------------------- | ----------------- | -------------------- |
| ЕУ Русији       | 105 милијарди евра   | 18 милијарди евра   | 17 милијарди евра | 140 милијарди евра   |
| Русија у ЕУ     | 173,2 милијарде евра | 11,5 милијарди евра | 1 милијарду евра  | 185,7 милијарди евра |

Русија и ЕУ су чланице Светске трговинске организације. ЕУ и Русија тренутно имплементирају заједничка подручја и преговарају да замене Уговор о партнерству и кооперацији ради ојачавања међусобне трговине.

### Енергија
Русија има значајну улогу у европском енергетском сектору као највећи извозник нафте и природног гаса у ЕУ. ЕУ је 2007. увезла из Русије 185 милиона тона сирове нафте, што је чинило 32,6% укупног увоза нафте, а 100,7% милиона тона нафтног еквивалента природног гаса, што је чинило 38,7% укупног увоза гаса. Бројни спорови у којима је Русија користила затварање гасовода у оно што је описано као „алат за застрашивање и уцену“  довели су до тога да Европска унија значајно повећа напоре да диверсификује своје изворе енергије.
Током антимонополске истраге покренуте 2011. против Гаспрома, заплењено је више интерних докумената компаније који су документовали бројне „злоупотребљиве праксе“ у покушају да се „сегментира унутрашње тржиште [ЕУ] дуж националних граница“ и наметне „непоштене цене“ . У августу 2021. Русија је неочекивано смањила количине гаса који се шаље Европској унији, што је изазвало нагло поскупљење гаса на европском тржишту „како би подржало свој случај у покретању токова преко Северног тока 2 “. Следећег месеца је најављено да ће "брзо" пуштање у рад новозавршеног гасовода Северни ток 2, против којег се већ дуго оспоравају разне земље ЕУ, решити проблеме.

### Калињинград
Руска ексклава Калињинградска област је од 2004. године на копну окружена чланицама ЕУ. Као резултат тога, област је изолована од остатка федерације због строжих граничних контрола које су морале бити уведене када су Пољска и Литванија приступиле ЕУ и додатно пооштрене пре него што су се придружиле шенгенском простору. Нове потешкоће за Русе у Калињинграду да стигну до остатка Русије су мали извор напетости.
У јулу 2011. Европска комисија је изнела предлоге да се цео Калињинград сврста у погранично подручје. Ово би омогућило Пољској и Литванији да издају посебне дозволе становницима Калињинграда за пролаз кроз те две земље без потребе за шенгенском визом. 2012–2016. била су дозвољена путовања без виза између Калињинградске области и северне Пољске.
Након руске инвазије на Украјину 2022. године, ЕУ је забранила руске летове из ваздушног простора ЕУ, остављајући Калињинград неприступачан директним летовима за Русију. Инвазија и гранична криза између Белорусије и Европске уније 2021–2022 такође су довели до кашњења преласка границе и транспорта, што је оштетило економију Калињинграда која зависи од увоза. Од инвазије руско војно присуство у Калињинграду је ескалирало, при чему је Русија претила да ће поставити нуклеарно оружје у тој области као одговор на кандидатуре Шведске и Финске за чланство у НАТО.

### Руске мањине у ЕУ
Мисија ОЕБС- а која прати парламентарне изборе 2006. у Летонији напоменула
-Приближно је 400000 људи у Летонији, неких 18% од укупне популације није узело Летонско или неко друго држављанство и због тога имају статус да "нису држављани". У великој већини случајева радило се о лицима која су мигрирала у Летонију из бившег Совјетског Савеза и њиховим потомцима. Недржављани немају право гласа на изборима у Летонији, иако се могу придружити политичким партијама. Да би стекли држављанство, ове особе морају проћи процес натурализације, што је више од 50.000 особа учинило од избора за Сејму 2002. године. ОЕБС је тврдио да чињеница да значајан проценат одрасле популације нема право гласа представља континуирани демократски дефицит.
Према извештају Европског комесара за људска права из 2007. о Летонији, 2006. године било је 411.054 недржављана, од којих 66,5% припада руској мањини.
У 2017. било је 0,9 милиона етничких Руса у балтичким државама, што је смањено са 1,7 милиона у 1989. години, у години последњег пописа током совјетске ере.
Почев од 2019. године, настава на руском језику ће се постепено укидати на приватним факултетима и универзитетима у Летонији, као и општа настава у летонским државним средњим школама, осим предмета који се односе на културу и историју руске мањине, као што су часови руског језика и књижевности.

### Јавно мњење Русије и ЕУ
Анкета из фебруара 2014. коју је спровео Левада центар, највећа руска независна организација за испитивање јавног мњења, показала је да скоро 80% руских испитаника има „добар“ утисак о ЕУ. Ово се драматично променило 2014. године са украјинском кризом која је довела до тога да је 70% заузело непријатељски став према ЕУ у поређењу са 20% које је гледало позитивно.
Анкета Леваде објављена у августу 2018. показала је да 68% руских испитаника верује да Русија треба драматично да побољша односе са западним земљама. 42% анкетираних Руса је рекло да имају позитиван став о ЕУ, у односу на 28% у мају 2018.
Анкета Леваде објављена у фебруару 2020. показала је да 80% руских испитаника верује да Русија и Запад треба да постану пријатељи и партнери. 49% анкетираних Руса рекло је да позитивно гледа на ЕУ. Међутим, са изузетком Бугарске, Словачке и Грчке, удео становника у осталим земљама ЕУ које је анкетирао Пев Ресеарцх Центер са позитивним ставом о Русији је знатно испод 50%.

## Иницијативе
Неколико иницијатива је покренуто између Русије и ЕУ од окончања Хладног рата до рушења односа због руске инвазије на Украјину 2022, после чега је ЕУ увела санкције против Русије.

### Споразум о партнерству и сарадњи
Правни основ за односе између ЕУ и Русије је Споразум о партнерству и сарадњи (ПЦА). Потписан у јуну 1994. године и на снази од децембра 1997. године, ПЦА је требало да важи 10 година. Тако се од 2007. године аутоматски обнавља сваке године, док се не замени новим споразумом. ПЦА пружа политички, економски и културни оквир за односе између Русије и ЕУ. Она се првенствено бави промовисањем трговине, инвестиција и хармоничних економских односа. Међутим, у њему се такође помиње заједничко „[р]поштовање демократских принципа и људских права како су дефинисани посебно у Завршном акту из Хелсинкија и Париској повељи за нову Европу“ и посвећеност међународном миру и безбедности.

### Четири заједничка простора
Русија је одлучила да не учествује у Европској политици суседства (ЕНП), јер тежи да буде „равноправни партнер“ ЕУ (за разлику од „млађег партнерства“ које Русија види у Европској политици сусједства). Сходно томе, Русија и ЕУ су се 2005. године договориле да створе четири заједничка простора за сарадњу у различитим сферама. У пракси не постоје битне разлике (осим именовања) између збира ових споразума и акционих планова ЕНП (које су заједнички усвојиле ЕУ и њене партнерске државе ЕНП). У оба случаја коначни споразум је заснован на одредбама из ацкуис цоммунаутаире ЕУ и заједнички се разматра и усваја. Из тог разлога, Заједнички простори добијају средства од Европског инструмента за суседство и партнерство (ЕНПИ), који такође финансира ЕНП.
На самиту у Санкт Петербургу у мају 2003. године, ЕУ и Русија су се сложиле да ојачају своју сарадњу стварањем, дугорочно гледано, четири заједничка простора у оквиру Споразума о партнерству и сарадњи из 1997. године: заједнички економски простор; заједнички простор слободе, безбедности и правде; простор сарадње у области спољне безбедности; и простор истраживања, образовања и културне размене.
На Самиту у Москви у мају 2005. усвојен је јединствен пакет мапа пута за стварање четири заједничка простора. Они проширују текућу сарадњу као што је горе описано, постављају даље специфичне циљеве и одређују акције неопходне да би заједнички простори постали стварност. Тиме се утврђује дневни ред сарадње између ЕУ и Русије на средњи рок.
Лондонски самит у октобру 2005. био је фокусиран на практичну имплементацију Мапе пута за четири заједничка простора.

#### Заједнички економски простор
Циљ заједничког економског простора је стварање отвореног и интегрисаног тржишта између ЕУ и Русије. Овај простор је намењен уклањању баријера трговини и инвестицијама и промовисању реформи и конкурентности, заснованих на принципима недискриминације, транспарентности и доброг управљања.
Међу широким спектром предвиђених акција, треба покренути низ нових дијалога. Појачаће се сарадња у области регулаторне политике, инвестиционих питања, конкуренције, финансијских услуга, телекомуникација, транспорта, енергетике, свемирских активности и лансирања свемира итд. Питања животне средине, укључујући нуклеарну безбедност и имплементацију Кјото протокола, такође заузимају значајно место.

#### Заједнички простор слободе, безбедности и правде
Рад на овом простору направио је велики искорак закључењем преговора о визним олакшицама и споразумима о реадмисији. И ЕУ и Русија биле су у процесу ратификације ових споразума. Дијалог о визама би се наставио са циљем да се испитају услови за узајамни безвизни режим путовања као дугорочна перспектива. У изјави од 15. децембра 2011. након самита ЕУ-Русија, председник Европске комисије је потврдио покретање „Заједничких корака ка путовању без виза“ са Русијом. Русија се надала да ће потписати споразум о безвизним путовањима већ у јануару 2014.
Наставиће се сарадња у борби против тероризма и других облика међународног незаконитог деловања као што су прање новца, борба против дроге и трговине људима, као и на безбедности докумената кроз увођење биометријских обележја у низ личних докумената . Подршка ЕУ управљању границама и реформа руског правосудног система били су међу најважнијим тачкама овог простора.
У циљу доприноса конкретној имплементацији мапе пута, Комисија за правосуђе и унутрашње послове састала се 13. октобра 2005. и договорила да организује скупове конференција и семинара, окупљајући стручњаке и практичаре о борби против тероризма, сајбер-криминалу, документу безбедносне и правосудне сарадње. Договорено је и развијање веће сарадње између Европске граничне агенције (ФРОНТЕКС) и Федералне службе граничне безбедности Русије.

#### Заједнички простор о спољној безбедности
Мапа пута наглашава заједничку одговорност страна за међународни поредак заснован на ефективном мултилатерализму, њихову подршку централној улози УН-а, а посебно за ефикасност ОЕБС- а и Савета Европе . Стране ће ојачати своју сарадњу у области безбедности и управљања кризама у циљу суочавања са глобалним и регионалним изазовима и кључним претњама, посебно тероризмом и ширењем оружја за масовно уништење (ВМД). Они ће посебну пажњу посветити обезбеђивању стабилности у регионима који се налазе уз границе Русије и ЕУ („ замрзнути конфликти “ у Придњестровљу, Абхазији, Јужној Осетији, Нагорно-Карабаху).
Активности ЕУ у овој области одвијају се у оквиру њене Заједничке спољне и безбедносне политике .

#### Заједнички простор за истраживање, образовање, културу
Овај простор је изграђен на дугогодишњим односима са Русијом кроз њено учешће у истраживачким и развојним активностима ЕУ, а посебно у 6. оквирном програму, иу оквиру програма ТЕМПУС . Имао је за циљ да искористи снагу истраживачке заједнице ЕУ и Русије и културног и интелектуалног наслеђа јачањем веза између истраживања и иновација и ближом сарадњом у образовању, као што је конвергенција универзитетских наставних планова и програма и квалификација . Такође је постављена основа за сарадњу на културном плану. Институт за европске студије који суфинансирају обе стране основан је у Москви за почетак школске 2006/7.
Русија и ЕУ су радиле заједно у оквиру Хоризонта 2020, који је трајао од 2014. до 2020.

### Партнерство за модернизацију
Дана 18. новембра 2009. године на самиту Русија-ЕУ у Стокхолму, као један од главних вектора продубљивања стратешких односа, истакнута је иницијатива „Партнерство за модернизацију“ (ПМ). Циљ партнерства је да помогне у решавању проблема модернизације економије Русије и одговарајуће адаптације целокупног комплекса односа Русија-ЕУ на основу искуства постојећих механизама дијалога „секторске“ интеракције Русије и ЕУ.
На самиту у Ростову на Дону (јун 2010.) лидери Русије и ЕУ потписали су заједничку изјаву о „Партнерству за модернизацију“. Документом се утврђују приоритети и обим за интензивирање сарадње у интересу модернизације између Русије и ЕУ.
У складу са заједничком изјавом о приоритетној области „Партнерство за модернизацију“ треба да обухвати следеће области: проширење могућности улагања у кључне секторе који покрећу раст и иновације; унапређење и продубљивање билатералне трговинске и економске сарадње, као и стварање повољних услова за мала и средња предузећа; промовисање усклађености техничких прописа и стандарда, као и високог степена заштите интелектуалне својине; транспорт; промовише развој одрживе нискоугљеничне економије и енергетске ефикасности и подржава међународне преговоре о борби против климатских промена ; унапређење сарадње у иновацијама, истраживању и развоју и свемиру; обезбеђивање равномерног развоја предузимањем мера као одговор на регионалне и друштвене последице економског реструктурирања; обезбеђивање ефикасног функционисања правосуђа и јачање борбе против корупције; промовишу развој односа међу људима и јачање дијалога са цивилним друштвом ради промовисања учешћа људи и бизниса. Ова листа области сарадње није коначна. По потреби се могу додати и друге области сарадње. ЕУ и Русија ће подстицати реализацију конкретних пројеката у оквиру партнерства.
За координацију овог посла Русија и ЕУ су одредиле одговарајуће координаторе (заменик руског министра АА Слепнев и заменик генералног директора ЕУ за спољне односе Европске комисије Х. Мингарели; од 2011. директор за Русију, Европска служба за спољне послове Гунар Виганд).
Према резултатима анализе постојећих формата сарадње са европским партнерима, утврђено је да премијер треба да гради на постојећим достигнућима у оквиру формирања Четири заједничка простора Русија-ЕУ, али да не замењује постојећу „мапу пута“ и да не буде разлог за стварање нових структурних додатака. Главни механизми иницијативе премијера су препознати секторски дијалози Русија-ЕУ.
Национални координатори у сарадњи са копредседавајућим-Русија секторских дијалога ЕУ је израдила план имплементације за ПМ, који садржи конкретне заједничке пројекте у приоритетним областима сарадње.
Министарство економског развоја Русије одржало је 11. маја 2011. проширени састанак представника секторских дијалога ЕУ-Русија укључених у имплементацију иницијативе „Партнерство за модернизацију“, којом председава иницијатива националних фокалних тачака.
Током састанка разговарано је о напретку пројекта Планом рада ПМ и идентификованим приоритетима за другу половину 2011. године, мерама подршке пројектима, укључујући привлачење ресурса међународних финансијских институција, као и учешће привреде у реализацији пројекта. задаци ПМ.
У циљу стварања финансијских механизама за сарадњу у оквиру ПМ од стране Внешекономбанке и Европске банке за обнову и развој (ЕБРД) и Внешекономбанке и Европске инвестиционе банке (ЕИБ) потписале су релевантне меморандуме о разумевању. Документима је предвиђена могућност издвајања агрегата до 2 милијарде долара за финансирање пројеката у оквиру Партнерства за мир, под условом да испуњавају критеријуме финансијских институција и да буду одобрени од стране надлежних органа управљања странака.
Као приоритетни правци финансирања одабраних области као што су енергетска ефикасност, транспорт, иновационе иницијативе везане за мала и средња предузећа (укључујући пословне инкубаторе, технолошке паркове, центре пословне технологије, инфраструктуру, финансијске услуге МСП), као и комерцијализација иновација у неколико секторе, укључујући горенаведене, фармацеутске производе и заштиту животне средине.
На маргинама самита Русија-ЕУ у Нижњем Новгороду 9–10. јуна 2011. потписан је заједнички извештај координатора премијера у коме се сумирају обављени радови и дају примери до сада спроведених, практичне активности и пројекти у оквиру плана рада.
У оквиру имплементације плана рада премијера током наведеног самита потписана је одредба о успостављању новог Дијалога о трговини и инвестицијама између Министарства економског развоја Руске Федерације и Генералног директората за трговину Европске комисије. Копредседавајући Дијалога са руске стране је заменик министра економског развоја Руске Федерације А.А. Слепњев, ЕУ – заменик генералног директора Генералног директората за трговину Европске комисије П. Балазс. Дијалог ће обухватити трговинске и инвестиционе односе ЕУ-Русија, укључујући обавезе Европске уније и Русије у СТО и актуелне трговинско-економске споразуме између Европске уније и Русије.

### Дијалог о либерализацији визног режима
ЕУ и Русија су 4. маја 2010. изнеле изгледе за почетак преговора о безвизном режиму између својих територија. Међутим, из Савета ЕУ је саопштено да ЕУ није у потпуности спремна да отвори границе због високог ризика од повећања трговине људима и увоза дроге у Европу и због лабавих граница Русије са Казахстаном. Уместо тога, радиће на томе да Русији обезбеде „мапу пута за путовања без виза“. Иако ово правно не обавезује ЕУ да обезбеди безвизни приступ шенгенском простору за руске грађане у било ком одређеном датуму у будућности, то увелико побољшава шансе за успостављање новог режима и обавезује ЕУ да активно размотри ту идеју., уколико се испуне услови мапе пута. Русија се, са друге стране, сложила да ће, уколико се успостави мапа пута, олакшати приступ грађанима ЕУ за које приступ у овом тренутку није без виза, углавном као резултат руске спољне политике која каже да „путовања без виза морају бити реципрочно између држава“. И ЕУ и Русија признају, међутим, да постоји много проблема које треба решити пре него што се уведе безвизни режим.
Дијалог је привремено замрзнула ЕУ у марту 2014. током кризе на Криму 2014. године. 2015. Жан-Морис Рипер, француски амбасадор у Русији, изјавио је да би Француска била заинтересована за укидање краткорочних шенгенских виза за Русе; 2016. шпански министар индустрије Хосе Мануел Сорија дао је сличну изјаву у име Шпаније. У јуну 2016. ЕЕАС је објавила видео на руском језику који описује неопходне услове за безвизни режим. Исте године, бројни званичници ЕУ, укључујући шефа Одељења за Русију ЕЕАС-а Фернанда Андресена Гимараеша, рекли су да би желели да поново почну преговоре о укидању виза; Чешки председник Милош Земан такође се изјаснио за безвизни режим за Русе. Дана 24. маја 2016, немачки труст мозгова ДГАП објавио је извештај под називом „Источно питање: препоруке за западну политику“, у којем се расправља о обновљеној западној стратегији према Русији у светлу појачаних тензија између Путиновог режима и ЕУ. Њихове препоруке укључују либерализацију визног режима за руске грађане како би се „побољшали међуљудски контакти и да би се послао снажан сигнал да нема сукоба са руским друштвом“. Исто тако, председавајући Минхенске безбедносне конференције Волфганг Ишингер предложио је да се омогући „безвизни улазак у земље шенгенског простора за обичне грађане Русије, који нису криви за украјинску кризу и немају никакве везе са санкцијама“. Дана 29. августа 2017. немачка политичарка и чланица Парламентарне скупштине Савета Европе Мариелуисе Бецк објавила је чланак у Неуе Зурцхер Зеитунгу са низом препорука за ЕУ о суочавању са Русијом и супротстављању пропаганди Кремља; један од њих је безвизни режим за Русе како би се Руси инкорпорирали у западне вредности и промовисале демократске промене у Русији. У октобру 2018, члан СПД- а и посланик Бундестага Дирк Визе предложио је да се младим Русима одобри улазак без виза у ЕУ како би се олакшали програми размене студената. У јулу 2019. немачки политичар и председник Петербуршког дијалога Роналд Пофала је изјавио да подржава безвизни режим за младе Русе и рекао да ће о томе преговарати у другој половини 2019. Касније тог месеца, немачки министар спољних послова Хајко Мас рекао је да је безвизни режим „ствар којом желимо да се бавимо даље. Можда нећемо моћи сами да одлучимо, али намеравамо да седнемо са нашим шенгенским партнерима да видимо шта се може урадити“ .

### Дискусија о чланству у ЕУ
Међу најгласнијим присталицама руског чланства у ЕУ био је бивши италијански премијер Силвио Берлускони . У чланку објављеном у италијанским медијима 26. маја 2002, он је рекао да би следећи корак у растућој интеграцији Русије са Западом требало да буде чланство у ЕУ. Он је 17. новембра 2005. у вези са изгледима за такво чланство прокоментарисао да је „уверен да чак и ако је то сан... то није превише далеки сан и мислим да ће се то догодити једног дана“. Берлускони је давао сличне коментаре иу другим приликама. Касније, у октобру 2008, рекао је: „Сматрам Русију западном земљом и мој план је да Руска Федерација у наредним годинама постане чланица Европске уније“ и изјавио да има ту визију за године.
Руски стални представник у ЕУ Владимир Чижов је то прокоментарисао рекавши да Русија не планира улазак у ЕУ. Владимир Путин је рекао да улазак Русије у ЕУ не би био у интересу ни Русије ни ЕУ, иако се залаже за блиску интеграцију у различитим димензијама, укључујући успостављање четири заједничка простора између Русије и ЕУ, укључујући уједињени економски, образовни и научни простор. како је декларисано у споразуму 2003.
Мајкл Мекфол је 2001. године тврдио да је Русија „деценијама далеко“ од квалификација за чланство у ЕУ. Бивши немачки канцелар Герхард Шредер рекао је да, иако Русија мора да „нађе своје место и у НАТО-у, и, дугорочно гледано, у Европској унији, и ако се створе услови да се то догоди“, тако нешто није економски изводљиво у Блиска будућност. Чешки председник Милош Земан изјавио је да "сања" о уласку Русије у ЕУ.
Према бројним истраживањима Дојче велеа 2012. године, од 36% до 54% Руса подржава улазак Русије у ЕУ, а око 60% њих види ЕУ као важног партнера за своју земљу. Посебно млади људи имају позитивну слику о Европској унији.

## Руска дестабилизација држава ЕУ
У јулу 2009, лидери централне и источне Европе – укључујући бивше председнике Вацлава Хавела, Валдаса Адамкуса, Александра Квашњевског, Ваиру Вике-Фрајбергу, Леха Валенсу – потписали су отворено писмо у којем се наводи:
„Наше наде да ће се односи са Русијом побољшати и да ће Москва коначно у потпуности прихватити наш потпуни суверенитет и независност након уласка у НАТО и ЕУ нису испуњене. Уместо тога, Русија се вратила као ревизионистичка сила која следи агенду из 19. века са тактикама и методама 21. века. Она оспорава наше тврдње о нашим сопственим историјским искуствима. Она потврђује привилеговани положај у одређивању наших безбедносних избора. Користи отворена и прикривена средства економског ратовања, у распону од енергетских блокада и политички мотивисаних инвестиција до подмићивања и медијске манипулације како би унапредила своје интересе и оспорила трансатлантску оријентацију Централне и Источне Европе.— Valdas Adamkus, Martin Bútora, Emil Constantinescu, Pavol Demeš, Luboš Dobrovský, Mátyás Eörsi, István Gyarmati, Václav Havel, Rastislav Káčer, Sandra Kalniete, Karel Schwarzenberg, Michal Kováč, Ivan Krastev, Aleksander Kwaśniewski, Mart Laar, Kadri Liik, János Martonyi, Janusz Onyszkiewicz, Adam Daniel Rotfeld, Vaira Vīķe-Freiberga, Alexandr Vondra, Lech Wałęsa
Летонска новинарка Олга Драгиљева изјавила је да „медији на руском језику које контролише руска влада и невладине организације повезане са Русијом гаје незадовољство међу руским говорним делом становништва“ у Летонији. Националне безбедносне агенције у Литванији, Естонији и Летонији повезале су Москву са локалним проруским групама. У јуну 2015. године, у извештају Шатам Хауса је наведено да је Русија користила „широки спектар непријатељских мера против својих суседа“, укључујући прекиде у снабдевању енергијом, трговинске ембарго, субверзивну употребу руских мањина, злонамерне сајбер активности и коопцију пословања и политичке елите.
Британски медији су 2015. године рекли да руско руководство под Путином види ломљење политичког јединства унутар ЕУ, а посебно политичког јединства између ЕУ и САД као један од својих главних стратешких циљева, једног од средстава у постизању овог циља пружање подршке европским екстремно десним и тврдокорним евроскептичним политичким партијама. У октобру 2015. Путин је рекао да се Вашингтон односи према европским земљама „као према вазалима који бивају кажњени, а не као савезницима“.
У новембру 2015, председник Бугарске Росен Плевнелијев рекао је да је Русија покренула масивну кампању хибридног ратовања „која има за циљ дестабилизацију целе Европе“, наводећи као пример поновљена кршења бугарског ваздушног простора и сајбер нападе.
Извештава се да су у јануару 2016. високи званичници британске владе регистровали своје све веће страхове да се „ нови хладни рат “ сада одвија у Европи, при чему је „руско мешање“ наводно попримало ширину, домет и дубину веће него што се раније мислило: заиста је нови хладни рат тамо. У целој ЕУ видимо алармантне доказе о руским напорима да раздвоје ткиво европског јединства по читавом низу виталних стратешких питања.“  Ситуација је подстакла Конгрес САД да наложи Џејмсу Р. Клаперу, директору америчке националне обавештајне службе, да спроведе велику ревизију руског тајног финансирања европских партија током претходне деценије.
У бројним приликама Русија је такође оптужена да активно подржава иступање Уједињеног Краљевства из Европске уније путем канала као што су Руссиа Тодаи и амбасада Руске Федерације у Лондону. Анализа руске владине новинске службе на енглеском језику, Спутњик, открила је „систематску пристрасност у корист кампање „Напоље“ која је била превише конзистентна да би била резултат несреће или грешке“.
У фебруару 2016, филм који кружи Мађарском, у којем су регрутовани студенти изразили бес на политику САД, идентификован је као верзија руског филма са истим сценаријем који је финансирала про-Путинова организација, Официрске кћери. У годишњем извештају шведске безбедносне службе Сапо, објављеном у марту 2016, наводи се да је Русија била ангажована у „психолошком рату“ користећи „екстремне покрете, информативне операције и кампање дезинформисања“ усмерене на креаторе политике и ширу јавност.
У јуну 2016, руски министар спољних послова Сергеј Лавров изјавио је да Русија никада неће напасти ниједну земљу НАТО-а, рекавши: „Уверен сам да сви озбиљни и поштени политичари одлично знају да Русија никада неће напасти државу чланицу НАТО-а. Немамо такве планове.“  Такође је рекао: „У нашој безбедносној доктрини јасно је наведено да је једна од главних претњи нашој безбедности даље ширење НАТО-а на исток “.
Крајем 2016. медији у низу држава оптужили су Русију да припрема терен за могуће оружано преузимање њихових територија у будућности, укључујући Финску, Естонију  и Црну Гору . У последњем, оружани пуч је заправо био у току, али су га спречиле службе безбедности на дан избора 16. октобра, са преко 20 људи ухапшених. Група од 20 држављана Србије и Црне Горе „планирала је да на дан избора упадне у Скупштину Црне Горе, убије премијера Мила Ђукановића и доведе на власт проруску коалицију“, рекао је главни тужилац Црне Горе Миливоје Катнић и додао да је група предвођена двојица руских држављана који су побегли из земље пре хапшења и „неутврђеног броја руских оперативаца“ у Србији који су депортовани убрзо након тога. Неколико дана након неуспелог пуча, Путин је разрешио Леонида Решетњикова са дужности шефа Руског института за стратешке студије, који је такође имао своју филијалу у Београду где је подржавао анти-НАТО и проруске странке. Године 2019. за покушај државног удара осуђени су један број црногорских политичара и проруских активиста, као и двојица руских официра ГРУ Едуард Шишмаков и Владимир Попов (осуђени у одсуству) .
Године 2017, процурила је кеш порука е-поште која је демонстрирала финансирање покрета крајње деснице и крајње левице у Европи преко белоруског држављанина Александра Усовског који је пренео стотине хиљада евра од руског националисте и олигарха Константина Малофејева и извештавао посланика Државне думе Русије Константина Затулин. Усовски је потврдио аутентичност мејлова.
2017. три посланика Бундестага Алтернативе за Немачку потврдила су да су заједно добили 29 долара 000 спонзорисаних приватних авиона у посети Москви, што је изазвало значајне контроверзе у Немачкој.
Године 2019. објављен је транскрипт са састанка у Москви на којем је представницима италијанске националистичке партије Лега понуђено „десетине милиона долара“ финансирања. У делегацији у Москви био је заменик премијера Италије Матео Салвини . Холандски медији су 2020. објавили транскрипте разговора крајње десничарског политичара Тјерија Бодета, указујући на инспирацију за његове антиукрајинске акције и могућу финансијску подршку Владимира Корнилова, Руса којег је Боде описао као некога ко „ради за председника Путина“.
Шпански суд је 2020. погледао транскрипте разговора између каталонског активисте за независност Виктора Тераделаса и групе Руса који су се јавили са понудом од до 10 000 војних лица, плаћање каталонског дуга и признање каталонске независности од стране Руске Федерације у замену за каталонско признање Крима . Чести доласци познатог оперативца ГРУ Дениса Сергејева у Шпанију, који се поклапају са великим догађајима за независност Каталоније, покренули су питања о умешаности Јединице ГРУ 29155 у ескалацију протеста.
Европски парламент је 28. априла 2021. усвојио резолуцију којом се осуђује „непријатељско понашање Русије према и отвореним нападима на државе чланице ЕУ“ у којој се изричито помиње сумња на операцију ГРУ-а у Чешкој 2014. године, тровање и затварање Алексеја Наваљног и ескалацију рата у Дону. . Резолуцијом се, између осталог, позива на прекид пројекта Северни ток 2 .
Према извештају из 2022. године, Русија је од 2014. потрошила преко 300 милиона долара на тајне субвенције различитим политичким партијама и покретима широм света, укључујући Европску унију, у замену за гурање политике која је повољна за руске политичке циљеве.
Међународна група новинара је 2023. објавила анализу докумената које је 2021. припремила руска Дирекција за прекограничну сарадњу, део Председничке администрације, са детаљима о плановима за интервенције које обезбеђују „стратешке интересе Руске Федерације“ у Естонији, Летонији и Литванији . Русија је планирала да повећа проруско расположење у овим земљама, изгради страх од „милитаризације НАТО-а“, створи велики број проруских невладиних организација и повећа удео проруских политичара на изборима. У сличним документима који су раније објављени детаљно се наводе планови Русије да укључи Белорусију у састав Руске Федерације и врати Молдавију на проруски пут.

### Руски политички утицај и финансијске везе
Москва је повећала напоре да прошири свој политички утицај користећи широк спектар метода, укључујући финансирање политичких покрета у Европи, повећану потрошњу на пропаганду на европским језицима, вођење низа медија који емитују програм на језицима ЕУ   и веб бригаде, при чему неки посматрачи сумњају да Кремљ покушава да ослаби ЕУ и њен одговор на украјинску кризу.
Русија је успоставила блиске везе са евроскептичним и популистичким партијама које припадају оба краја политичког спектра . До краја 2014. године, један број европских партија крајње деснице и крајње левице добијао је различите облике финансијске или организационе подршке од Русије у покушају да изграде заједнички антиевропски и проруски фронт у Европској унији.
За разлику од Хладног рата, када су Совјети у великој мери подржавали левичарске групе, флуидан приступ идеологији сада омогућава Кремљу да истовремено подржава покрете крајње левице и крајње деснице, зелене, антиглобалисте и финансијске елите. Циљ је да се појачају поделе и створи одјек подршке Кремља.— Петар Померантсев, Михаел Ваис, "The Menace of Unreality: How the Kremlin Weaponizes Information, Culture and Money", The Interpreter Magazine, 2014
Међу странкама крајње деснице које су биле укључене биле су Слободарска партија Аустрије (ФПО), Алтернатива за Немачку (АфД), Национална демократска партија Немачке (НПД), француски Национални фронт, италијански Лега Норд, мађарски Јобик, Напад Бугарске (Атака) и Летонски руски савез. Међу странкама крајње левице, представници Дие Линке, Комунистичке партије Грчке, Сиризе и других присуствовали су бројним догађајима које је организовала Русија, као што су „конзервативне конференције“ и референдум на Криму . У Европском парламенту, Европска уједињена левица–Нордијска зелена левица је описана као „поуздани партнер“ руске политике, гласајући против резолуција које осуђују догађаје као што је руска војна интервенција у Украјини и подржава руску политику, на пример у Сирији.
Константин Риков и Тимур Прокопенко, обојица блиско повезани са Јединственом Русијом и председничком администрацијом Руске Федерације, били су кључне личности у усмеравању новца овим странкама. Агенција Франс прес је навела да се „од крајње деснице до радикалне левице, популистичким партијама широм Европе удвара руски Владимир Путин који има за циљ да их претвори у савезнике у својој кампањи против ЕУ“ и да „већина европских популистичких партија стали на страну Русије због Украјине“. Током руске војне интервенције у Украјини, британски политичари Најџел Фараж из крајње деснице и Џереми Корбин из крајње левице бранили су Русију, рекавши да ју је Запад „испровоцирао“.
Лук Хардинг је за Гардијан написао да су посланици Фронт Натионала били „проруски блок“. Године 2014. Ноувел Обсерватеур је рекао да руска влада сматра да је Фронт Натионал „способан да преузме власт у Француској и промени ток европске историје у корист Москве“. Према писању француских медија, партијски лидери су имали честе контакте са руским амбасадором Александром Орловим, а Марин Ле Пен је више пута путовала у Москву . У новембру 2014, Марин Ле Пен је потврдила зајам од 9 милиона евра од руске банке Фронт Натионал- у. Индепендент наводи да зајмови „подижу покушај Москве да утиче на унутрашњу политику ЕУ на нови ниво“. Рајнхард Бутикофер је изјавио: „Изузетно је да се политичка партија из матице слободе може финансирати из Путинове сфере – највећег европског непријатеља слободе. Борис Кагарлицки је рекао: „Ако би било која страна банка дала кредит руској политичкој странци, то би било противзаконито, или би барем то било питање које би могло довести до много скандала“ и од странке би се тражило да се региструје као " страни агент ". Ле Пен је демантовала извештај Медиапарта да је високи члан Националног фронта рекао да је то прва рата зајма од 40 милиона евра. У априлу 2015, руска хакерска група објавила је текстове и мејлове између Тимура Прокопенка, члана Путинове администрације, и Константина Рикова, бившег посланика Државне думе који је повезан са Француском, у којима се разговарало о руској финансијској подршци националном фронту у замену за његову подршку Руска анексија Крима.
У јуну 2015, Марине Ле Пен је покренула нову политичку групу у оквиру Европског парламента, Европа нација и слобода (ЕНФ), коју чине чланови Националног фронта, Партије за слободу, Лега Норд, Слободарске партије Аустрије (ФПО), Фламански интерес (ВБ) и Конгрес нове деснице (КНП). Прегледом гласова у Европском парламенту о резолуцијама које критикују Русију или мерама које нису у интересу Кремља (нпр. Споразум о придруживању између Европске уније и Украјине ), Мађарски институт за политички капитал је утврдио да су будуће чланице ЕНФ у 93% случајева гласале против, Европска уједињена левица–Нордијска зелена левица у 78% случајева и Европа слободе и директне демократије у 67% случајева. Писци су навели да би „због тога било логично закључити, као што су други раније чинили, да у Европском парламенту постоји пропутинова коалиција коју чине анти-ЕУ и радикалне странке“.
Фајненшел тајмс и Радио Слободна Европа известили су о везама Сиризе са Русијом и опсежној преписци са Александром Дугином, који је позвао на „геноцид“ Украјинаца. ЕУобсервер је известио да је Ципрас имао „проруске резултате“ и да су посланици Сиризе гласали против Споразума о придруживању Украјине и Европске уније, критике руске анексије Крима и критике притиска на групу за грађанска права Меморијал . „Москва тајмс“ је навео да су „изрази коришћени у руској антиевропској реторици такође изгледа да су се инфилтрирали у Ципрасов речник“. Русија је такође развила везе са мађарским премијером Виктором Орбаном ( Фидес), који је хвалио „ нелибералну демократију “ Владимира Путина, а бивши министар спољних послова Немачке Јошка Фишер га је описао као „путинисту“. Мађарска је дозволила руском милијардеру да обнови споменик у Будимпешти, који су неки Мађари назвали нелегалним, совјетским војницима који су погинули борећи се против Мађарске револуције 1956. године, а Путин га је посетио у фебруару 2015. Орбанова влада одустала је од планова да прошири тендер за проширење нуклеарне електране Пакс и доделила је уговор Росатому након што је Русија понудила великодушан зајам. Золтан Илес је рекао да Русија "купује утицај".
Две нове организације – Европски центар за геополитичку анализу и „Агенција за европску безбедност и сарадњу“ (АСЦЕ) – које регрутују углавном европске политичаре крајње деснице, такође су биле у великој мери укључене у позитивне односе са јавношћу током руске војне интервенције у Украјини 2014. године, посматрајући Донбас . општим изборима и изношењем проруског гледишта о разним тамошњим догађајима. У 2014. години, бројни званичници у Европи и НАТО-у пружили су посредне доказе да протесте против хидрауличког ломљења може спонзорисати Гаспром . Руски званичници су у више наврата упозоравали Европу да фрацкинг „представља огроман еколошки проблем“ упркос томе што је и сам Гаспром укључен у истраживања гаса из шкриљаца у Румунији (и да се не суочава са било каквим протестима) и агресивно су реаговали на сваку критику еколошких организација.
Значајан део финансирања анти-ЕУ и екстремистичких партија пролази кроз фонд Светог Василија Великог којим управља Константин Малофејев .
У фебруару 2015, група шпанских држављана ухапшена је у Мадриду због придруживања оружаној групи коју подржава Русија у рату у Донбасу . Путујући кроз Москву, дочекао их је „владин званичник“ и послао их у Доњецк, где су видели француске и друге стране борце, „пола комунисте, пола нацисте“.
У марту 2015, руска националистичка партија Родина организовала је Међународни руски конзервативни форум у Санкт Петербургу, позивајући већину својих присталица крајње деснице и крајње левице (укључујући отворено неонацистичке) из иностранства, од којих су многи посетили сличан догађај. на Криму 2014: Удо Воигт, Јим Довсон, Ник Гриффин, Јаред Таилор, Роберто Фиоре, Георгиос Епитидиос ( Златна зора) и други.
Од 2012. године, фонд који је створило Министарство спољних послова Русије (Фонд за правну заштиту и подршку сународника Руске Федерације који живе у иностранству) пребацио је 224.000 евра „Летонском комитету за људска права“, који је основала проруска политичарка Татјана. Жданока. Латвијас Телевизија је известила да су само пројекти који подржавају циљеве спољне политике Русије прихватљиви за финансирање.
У јуну 2015. Европски парламент је изјавио да Русија „подржава и финансира радикалне и екстремистичке партије у ЕУ“ и позвао на праћење таквих активности. Француски Национални фронт, Странка независности Уједињеног Краљевства и Јобик гласали су против резолуције. Ове и друге екстремно десничарске организације су део Светског национално-конзервативног покрета који спонзорише Русија. У јулу 2016, естонска министарка спољних послова Марина Каљуранд рекла је: „Парада коју смо видели да бивши и садашњи европски лидери у Москви позивају на зближавање — и прећутно пристају на разбијање Европе — била је обесхрабрујућа за оне од нас који то разумеју уједињена Европа са снажним америчким партнерством једини је разлог зашто уопште имамо избор о томе где треба да буде наша будућност“.
У јуну 2016, чешки министар спољних послова Лубомир Заоралек изјавио је да Русија подржава десничарске популисте да „ поделе и овладају “ ЕУ. У октобру 2016. ЕУ је водила разговоре о руском финансирању крајње десних и популистичких партија.
Чешка контраобавештајна служба БИС објавила је 2018. извештај у којем се документује значајно повећање активности актера које подржава Русија и Кина да утичу на регулаторна и политичка тела. 2020. детаљна анализа руских обавештајних акција и активних мера између 2002–2011. за спречавање размештања компоненте одбране од балистичких ракета, укључујући „манипулацију медијских догађаја, излаза и извештаја и злоупотребу културних и друштвених догађаја“. То је укључивало и покушаје регрутовања руског говорног становништва у земљи, али већина није била заинтересована да подржи политику Владимира Путина.

### Обавештајне активности
Руски шпијун, Сергеј Черепанов, деловао је у Шпанији од 1990-их до јуна 2010. под лажним идентитетом „Хенри Фрит“.
У свом извештају за 2013. Безбедносна информативна служба је забележила присуство „изузетно великог” броја руских обавештајних службеника у Чешкој. У годишњем извештају Шведске службе безбедности за 2014. Русија је наведена као највећа обавештајна претња, описујући њену шпијунажу против Шведске као „опсежну“.
Према извештају Европског савета за спољне односе из маја 2016. године, Русија је била ангажована у „масовним и прождрљивим кампањама прикупљања обавештајних података, подстакнутим још увек значајним буџетима и културом Кремља која види превару и тајне планове чак и тамо где их нема“.
Једна од главних личности која се сматра европским контактом крајње деснице и крајње левице у Русији је Сергеј Наришкин, који је 2016. године постављен за шефа Спољне обавештајне службе Русије (СВР).
Шеф британског МИ6 Алекс Јанџер је 2018. године упозорио да је „вечна конфронтација“ са Западом кључна карактеристика руске спољне политике.
Од 2009. године само у Естонији суђено је 20 људи и осуђено као оперативци или агенти руских обавештајних служби, што је највећи број од свих земаља НАТО-а. Од тога је 11 осуђених радило за ФСБ, два за СВР, пет за ГРУ, а један није откривен. Седам људи су били нискоквалитетни обавештајни извори или курири, првенствено умешани у кријумчарење различите робе (нпр. цигарета) из и у Русију и тако лако регрутовани. Што је још важније, петорица осуђених били су службеници естонске полиције и војске.
У марту 2021. бугарске безбедносне службе ухапсиле су шест особа, укључујући званичнике у министарству одбране Бугарске за које се сумња да су прикупљали обавештајне податке за Русију. Један од ухапшених који има двоструко руско-бугарско држављанство био је контакт особа између осумњичених и руске амбасаде. Раније 2020. пет руских дипломата и један технички помоћник протерани су из Бугарске као умешани у илегалне обавештајне операције.

### Сајбер напади
Године 2007, након одлуке естонске владе да уклони статуу совјетског војника, главне комерцијалне банке, владине агенције, медијске куће и банкомати балтичке земље биле су на мети координисаног сајбер напада који је касније праћен до Русије.
У априлу 2015. француски телевизијски канал ТВ5 Монде био је на мети сајбер напада за који се тврдило да представља ИСИЛ, али француски извори кажу да њихова истрага води ка Русији. У мају 2015. компјутерски систем Бундестага је данима био угашен због сајбер-напада који је извршила хакерска група којом је вероватно „управљала руска држава“, саопштила је Савезна канцеларија за заштиту устава Немачке. Шеф агенције Ханс-Георг Масен рекао је да су, поред шпијунирања, "у последње време и руске обавештајне агенције показале спремност да спроводе саботажу".
Британска премијерка Тереза Меј оптужила је Русију да „прети међународном поретку“, „настоји да наоружава информације“ и „распоређује своје државне медијске организације да подмећу лажне приче“. Она је споменула мешање Русије у немачке савезне изборе 2017, након што су званичници немачке владе и стручњаци за безбедност рекли да није било мешања Русије.
Забринутост због страног утицаја на општим изборима у Шведској 2018. године изазвала је шведска служба безбедности и други, што је довело до различитих контрамера. Према Оксфордском Интернет институту, осам од 10 најбољих извора „смеће вести“ током предизборне кампање били су шведски, а „руски извори су чинили мање од 1% од укупног броја УРЛ адреса подељених у узорку података“.
Немачки тужиоци су 2020. издали налог за хапшење Дмитрија Бадина, оперативца ГРУ-а, због његовог учешћа у хаковању Бундестага 2015.

### Војне доктрине
Впрост је 2009. известио да су руске војне вежбе укључивале симулирани нуклеарни напад на Пољску. У јуну 2012. године руски генерал Николај Макаров је рекао да „сарадња Финске и НАТО угрожава безбедност Русије. Финска не би требало да жели чланство у НАТО-у, већ би требало да има ближу војну сарадњу са Русијом.“  У одговору, фински премијер Јирки Катаинен је рекао да ће „Финска сама доносити одлуке и [учинити] оно што је најбоље за Финску. Такве одлуке неће бити препуштене руским генералима“. У априлу 2013, Свенска Дагбладет је известио да је Русија симулирала бомбардовање у марту на регион Стокхолма и јужну Шведску, користећи два тешка бомбардера Ту-22М3 Бацкфире и четири борбена авиона Су-27 Флакер . Нуклеарни напад на Шведску био је део вежби.
У мају 2014. заменик премијера Русије Дмитриј Рогозин се нашалио да ће се вратити ТУ-160 након што је његовом авиону забрањен приступ румунском ваздушном простору. Тражећи објашњење, румунско министарство спољних послова је навело да је „претња употребе руског стратешког бомбардера од стране заменика руског премијера веома озбиљна изјава у актуелном регионалном контексту“. Рогозин је такође навео да руски одбрамбени сектор има „многе друге начине путовања светом осим туристичких виза“ и да „тенковима нису потребне визе“.
У октобру 2014, Данска одбрамбена обавештајна служба изјавила је да су у јуну исте године авиони руског ваздухопловства „опремљени живим пројектилима“ симулирали напад на острво Борнхолм док је 90.000 људи посетило годишњи састанак Фолкемøдет.
У новембру 2014, Европска лидерска мрежа је прегледала 40 инцидената који су укључивали Русију у извештају под насловом Дангероус Бринкмансхип, откривши да они „допуњују веома узнемирујућу слику о кршењу националног ваздушног простора, хитним скретањима, уско избегаваним сударима у ваздуху, блиским сусретима на мору, симулирани напади и друге опасне акције које се редовно дешавају на веома широком географском подручју."   У марту 2015, руски амбасадор у Данској, Михаил Ванин, изјавио је да ће дански ратни брод „бити мета руских пројектила“ ако се земља придружи систему противракетне одбране НАТО-а. Дански министар спољних послова Мартин Лидегор рекао је да су те изјаве "неприхватљиве" и да су "прешле границу". Неколико дана касније, портпарол руског министарства спољних послова Александар Лукашевич рекао је да би Русија могла да „неутралише“ противракетни одбрамбени систем у Данској. У априлу 2015, Шведска, Норвешка, Данска, Финска и Исланд су одлучиле да појачају своју војну сарадњу, рекавши Афтенпостену : „Руска војска делује на изазован начин дуж наших граница, а било је неколико повреда граница на Балтику. нације. Руска пропаганда и политичко маневрисање доприносе сејању раздора међу народима, као и унутар организација попут НАТО-а и ЕУ“   . У јуну 2015. године, руски амбасадор у Шведској Виктор Татаринцев рекао је Дагенсу Нихетеру да ће, ако Шведска уђе у НАТО, „бити контра мера. Путин је истакао да ће бити последица, да ће Русија морати да прибегне одговору војне врсте и да преоријентише наше трупе и ракете.“
Од априла 2013. до новембра 2015. Русија је одржала седам великих војних вежби (65.000 до 160.000 припадника), док су вежбе НАТО-а генерално биле много мањег обима, а највећа се састојала од 36.000 припадника. Естонија је критиковала руске војне вежбе, рекавши да су оне „премашиле“ НАТО и да су биле офанзивне, а не дефанзивне, „симулирајући инвазију својих суседа, уништавање и заплену критичне војне и економске инфраструктуре и циљане нуклеарне ударе на савезнике и партнере НАТО-а“.
Шведска је 2016. ревидирала своју доктрину војне стратегије. Председавајући парламентарног одбора за одбрану Алан Видман је изјавио: „Стара војна доктрина је обликована након последњег хладног рата када је Шведска веровала да је Русија на путу да постане права демократија која више неће представљати претњу овој земљи и њеним суседима. У априлу 2016. руски министар спољних послова Сергеј Лавров изјавио је да ће Русија „морати да предузме неопходну војно-техничку акцију“ ако Шведска уђе у НАТО; Шведски премијер Стефан Лофвен је одговорио: „Захтевамо поштовање на исти начин на који поштујемо одлуке других земаља о њиховој безбедносној и одбрамбеној политици“.
Руске војне активности у Украјини и Грузији изазвале су посебну узбуну у земљама које су географски блиске Русији и онима које су доживеле деценије совјетске војне окупације. Пољски министар спољних послова Витолд Вашчиковски изјавио је: „Морамо да одбацимо сваку врсту жеље у погледу прагматичне сарадње са Русијом све док она наставља да напада своје суседе. Након анексије Крима, Литванија је поново увела регрутацију, повећала трошкове за одбрану, позвала НАТО да распореди више трупа на Балтику и објавила три водича о преживљавању ванредних ситуација и рата. Председница Литваније Далија Грибаускајте изјавила је: „Мислим да Русија терорише своје суседе и користи терористичке методе“. Естонија је повећала обуку чланова Одбрамбене лиге Естоније и подстакла више грађана да поседују оружје. Бригадни генерал Меелис Киили је изјавио: „Најбоље одвраћање нису само наоружани војници, већ и наоружани грађани. У марту 2017. Шведска је одлучила да поново уведе регрутацију због руских војних вежби на Балтику и агресије у Украјини.
У свом говору на Конференцији копненог ратовања РУСИ у јуну 2018, начелник Генералштаба Марк Карлтон-Смит рекао је да британске трупе треба да буду спремне да се „боре и победе” против „непосредне” претње непријатељске Русије. Карлтон-Смит је рекао: „Погрешна перцепција да не постоји непосредна или егзистенцијална претња Уједињеном Краљевству – па чак и да постоји, могла би да се јави само на дуже време – је погрешно, заједно са погрешним уверењем да су конвенционални хардвер и маса ирелевантни у супротстављању руској субверзији..."  У интервјуу за Дејли телеграф у новембру 2018. године, Карлтон-Смит је рекао да „Русија данас неоспорно представља далеко већу претњу нашој националној безбедности од претњи исламских екстремиста као што су Ал-Каида и ИСИЛ. Не можемо бити самозадовољни због претње коју Русија представља или је оставити неоспорном.“ 
Немачки медији су 2020. известили да су чланови немачке крајње десничарске екстремистичке Националне демократске партије (НПД) и партије Трећи пут похађали војну обуку у Руској Федерацији.

### Убиства и отмице Русије
Александар Литвињенко, који је пребегао из ФСБ -а и постао британски држављанин, умро је од тровања радиоактивним полонијумом-210 у Енглеској у новембру 2006. Односи између Велике Британије и Русије захлађени су након што је британска истрага убиства показала да иза његовог тровања стоји руска Федерална заштитна служба. Истрага о тровању открила је трагове радиоактивног полонијума које су атентатори оставили на више места док су путовали широм Европе, укључујући Хамбург у Немачкој.
У септембру 2014, ФСБ је прешао у Естонију и отео Естона Кохвера, службеника естонске службе унутрашње безбедности. Брајан Витмор са Радија Слободна Европа изјавио је да овај случај „илуструје кампању Кремља да застраши своје суседе, презире глобална правила и норме и тестира одбрану и одговоре НАТО-а“.
Између 2015. и 2017. године, официри Денис Сергејев, Алексеј Калињин и Михаил Опришко, сви из јединице ГРУ 29155, често су путовали у Шпанију, наводно у вези са предстојећим референдумом о независности Каталоније 2017 . Иста група је такође повезана са неуспелим покушајем убиства трговца оружјем Емијаном Гебревом у Бугарској 2015. и мешањем у референдум о Брегзиту 2016.
Дана 4. марта 2018, Сергеј Скрипал, бивши руски војни обавештајац који је деловао као двоструки агент обавештајних служби Уједињеног Краљевства 1990-их и раних 2000-их, и његова ћерка Јулија отровани су нервним агенсом Новичок у Солсберију у Енглеској . Британска премијерка Тереза Меј затражила је руско објашњење до краја 13. марта 2018. Она је рекла да ће Влада Велике Британије „детаљно размотрити одговор руске државе“ и да ће у случају да не буде кредибилног одговора, влада „закључити да ова акција представља незакониту употребу силе од стране руске државе против Уједињено Краљевство“ и уследиле би мере.
У Немачкој је 2019. године ухапшен руски оперативац након што је убио чеченског избеглицу Зелимкана Кангошвилија. Као одговор Немачка је протерала двојицу руских дипломата.

### Русија наоружава миграцију
У јануару 2016, неколико финских власти сумњало је да Руси помажу тражиоцима азила да уђу у Финску, а Иле, национална јавна радиодифузна компанија, известила је да је руска гранична стража признала умешаност Федералне службе безбедности у организовање саобраћаја, дајући приоритет породице са малом децом. У марту је генерал НАТО-а Филип Бридлав изјавио: „Заједно, Русија и Асадов режим намерно оружују миграцију у покушају да преплаве европске структуре и сломе европску одлучност“. Руски државни канал емитовао је причу, коју је на конференцији за новинаре подржао Сергеј Лавров, да су мигранти у Берлину силовали 13-годишњу немачко-руску девојчицу која је накратко нестала и да су немачки званичници то заташкавали. Прича је била у супротности са истрагом берлинске полиције која је утврдила да девојка није отета или силована. Немачки министар спољних послова је сугерисао да Русија користи случај „за политичку пропаганду и да подстакне и утиче на оно што је већ тешка дебата о миграцијама унутар Немачке“.
У Бугарској, један број руских држављана (нарочито Игор Зорин и Јевгениј Шчеголихин) укључен је у сарадњу са екстремно десничарским и антиимигрантским покретима, на пример организовање паравојних обука за „добровољне граничне патроле“.

### Саботажа
У априлу 2015. године, руска морнарица је прекинула полагање каблова НордБалт у ексклузивној економској зони Литваније.
У априлу 2021. Чешка је протерала 18 руских обавештајних оперативаца који су радили под дипломатским заштитом након што је полицијска истрага повезала двојицу официра ГРУ ( Александар Мишкин и Анатолиј Чепигу ) са експлозијама у складишту муниције у Врбетице 2014 .
После напада на немачку железницу у октобру 2022, политичар Зелених Антон Хофрајтер рекао је медијској групи ФУНКЕ да га је та саботажа подсетила на прекид гасовода Северни ток где „траг води до Кремља“. „Можда су и једни и други били упозоравајући ударци јер подржавамо Украјину“, додао је Хофреитер. У међувремену, немачка полиција је саопштила да нема знакова било какве умешаности стране државе.

### Пропаганда
Медији и политичке организације које финансира руска влада првенствено су циљале на крајње десничарске кругове у Европи, покушавајући да створе имиџ Русије као последњег браниоца традиционалних, конзервативних и хришћанских вредности:
Путин је, у свом годишњем обраћању крајем 2013, када је пред Олимпијске игре у Сочију бранио дискриминативни „закон о анти-геј пропаганди” од међународних критика, Русију практично ставио у улогу глобалног „моралног компаса” конзервативизма. Путин је рекао да забрану „пропаганде нетрадиционалних односа“ не треба сматрати дискриминаторном, већ само о јачању традиционалних породичних вредности, што је гаранција величине Русије. Он је такође умањио значај западног приступа „такозване толеранције — без рода и плодности“, и рекао да је „уништење традиционалних вредности са врха“ на Западу „инхерентно недемократско јер је засновано на апстрактним идејама и противно је вољи већине људи
Руски и проруски медији и организације произвели су лажне приче и искривили стварне догађаје. Једна од најчешће распрострањених лажних прича била је она о 13-годишњој Лизи Ф. У марту 2017. руски ТВ тим је наводно платио шведским тинејџерима да приреде сцену антивладиних протеста у Ринкебију . Обим ове кампање довео је до тога да су бројне земље ЕУ предузеле појединачне акције. Чешка је напоменула да је Русија поставила око 40 сајтова на чешком језику који објављују теорије завере и лажне извештаје. Према речима државног секретара за европске послове, „Кључни циљ руске пропаганде у Чешкој је да посеје сумњу у умове људи да је демократија најбољи систем за организовање земље, да се изгради негативна слика о Европској унији и НАТО, и [да] обесхрабре људе од учешћа у демократским процесима“. Аналитичар литванских оружаних снага је изјавио: „Имамо прилично огромну и дуготрајну кампању дезинформација против нашег друштва“. Литванија је забранила руске канале на три месеца; Министар спољних послова Линас Линкевичијус је изјавио: „Лаж није алтернативна тачка гледишта“. Шеф финског владиног одељења за комуникацију Марку Мантила рекао је да руска пропаганда покушава да створи сумње против финских лидера, Европске уније и НАТО-а. Он је изјавио: „Постоји систематска кампања лагања... Није у питању лоше новинарство, верујем да се контролише из центра.“
Европска унија је предузела низ корака на различитим нивоима како би се супротставила непријатељској пропаганди и дезинформацијама. Акциони план ЕУ против дезинформација из 2018. експлицитно помиње Русију као главни извор претње, а Еаст СтратЦом Таск Форце је тело ЕУ које од 2015. ради на снимању, проверавању чињеница и разоткривању непријатељских дезинформација. Савет ЕУ такође води радну групу Савета за дезинформације (ЕРЦХТ) посвећену анализи и планирању одговора на дезинформације. Бројне земље источне и централне Европе воде сопствене обавештајне институције отвореног кода чији је циљ да анализирају догађаје и утицај Русије. Међу њима су Центар за пољско-руски дијалог и разумевање (ЦПРДИП), Естонски центар источног партнерства или Пољски центар за источњачке студије (ОСВ).
У новембру 2016. године, Европски парламент је донео резолуцију против пропаганде. ЕУ Дисинформатион Ревиев је извор вести који анализира и разоткрива најзначајније лажне приче које се дистрибуирају у руским медијима. Европска комисија је 2018. године покренула нови Акциони план за сузбијање „дезинформација које подстичу мржњу, поделе и неповерење у демократију“, као и мешања у изборе, „са доказима који указују на Русију као примарни извор ових кампања“.
У јуну 2021, руска рекламна фирма Фаззе покушала је да регрутује бројне YouTube и Инстаграм инфлуенсере за плаћене постове у којима се шире лажне тврдње о неколико вакцина против КОВИДа-19 које производе европске компаније.
У 2022. години Специјални комитет Европског парламента за страно мешање у све демократске процесе у Европској унији, укључујући дезинформацију (ИНГЕ), нацрт „Извештаја о страном мешању у све демократске процесе у Европској унији, укључујући дезинформације“ осудио је активности РТ (Руссиа Тодаи), Спутњик и бројне друге руске агенције:
Напори Кремља да инструментализује мањине у државама чланицама ЕУ спровођењем такозване политике сународника, посебно у балтичким државама и земљама источног суседства, као део геополитичке стратегије Путиновог режима, чији је циљ да подели друштва у ЕУ, поред имплементација концепта 'руског света', чији је циљ оправдање експанзионистичких акција режима; напомиње да су многе руске „приватне фондације“, „приватна предузећа“, „медијске организације“ и „невладине организације“ или у државном власништву или имају скривене везе са руском државом; наглашава да је од највеће важности када се улази у дијалог с руским цивилним друштвом направити разлику између оних организација које се држе подаље од утицаја руске владе и оних које су повезане са Кремљом; подсјећа да постоје и докази о руском мешању и манипулацији у многим другим западним либералним демократијама, као и о активној подршци екстремистичким снагама и радикално настројеним субјектима како би се промовирала дестабилизација Уније; напомиње да Кремљ широко користи културу, укључујући популарну музику, аудиовизуелни садржај и литературу, као део свог дезинформационог екосистема; жали због покушаја Русије да не призна у потпуности историју совјетских злочина и уместо тога уведе нови руски наратив;— Извештај Европског парламента

## Спорови и значајни догађаји

### Руско противљење инвазији на Ирак
Русија се оштро противила инвазији на Ирак 2003. коју су предводиле САД. Неке земље чланице ЕУ, укључујући Пољску и Уједињено Краљевство, пристале су да се придруже Сједињеним Државама у „ коалицији вољних “. Министри спољних послова Русије, Француске и Немачке дали су заједничку изјаву да „неће дозволити“ усвајање резолуције Савета безбедности УН којом се одобрава рат против Ирака.

### Месо из Пољске
Русија је 2007. године увела забрану пољског извоза меса (због навода о ниском квалитету и несигурном месу извезеном из земље  ), што је довело до тога да је Пољска ставила вето на предложене пактове ЕУ-Русија у вези са питањима као што су енергија и миграције; нафтна блокада Литваније ; и забринутости Летоније и Пољске у вези са гасоводом Северни ток 1 . Касније је пољско месо дозвољено за извоз у Русију.

### Гасни спорови
Гасни спор између Русије и Украјине из 2009. године нарушио је репутацију Русије као добављача гаса.  Након тога, 23. марта 2009. године постигнут је споразум између Украјине и ЕУ о надоградњи украјинских гасовода. Према речима руског министра енергетике Сергеја Шматка, чинило се да се чини да је план да се Украјина правно приближи Европској унији и да би могао наштетити интересима Москве. Руско Министарство спољних послова назвало је споразум „непријатељским чином“ (26. марта 2009). Професорка Ирина Бусигина из Московског државног института за спољне послове рекла је да Русија има боље односе са појединим лидерима неких земаља ЕУ него са ЕУ у целини јер ЕУ нема изгледе за заједничку спољну политику.
У септембру 2012. Европска комисија (ЕК) је отворила антимонополску истрагу у вези са Гаспромовим уговорима у централној и источној Европи. Русија је одговорила тако што је такође у септембру 2012. донела законе који ометају стране истраге. Најсиромашније чланице ЕУ су 2013. обично плаћале највише цене гаса из Гаспрома.
Истрага комисије је одложена због руске војне интервенције у Украјини. У априлу 2015. ЕК је оптужила Гаспром за неправедне цене и ограничавање конкуренције. Европска комесарка за конкуренцију Маргрете Вестагер изјавила је да „Све компаније које послују на европском тржишту – без обзира да ли су европске или не – морају да играју по нашим правилима ЕУ. Забринут сам што Гаспром крши антимонополска правила ЕУ злоупотребом свог доминантног положаја на тржиштима гаса ЕУ.“  Гаспром је саопштио да је „ван надлежности ЕУ“ и описао се као „компанију која у складу са руским законодавством обавља функције од јавног интереса и има статус стратешког субјекта под контролом државе“. Председница Литваније Далија Грибаускајте рекла је да Кремљ користи Гаспром као „оруђе политичке и економске уцене у Европи“.
У октобру 2016, генерал Леонид Ивашов је на руском Првом каналу објаснио да је ангажовање Русије у грађанском рату у Сирији кључно за спречавање изградње гасовода угљоводоника од Блиског истока до Европе, што би било катастрофално за Гаспром, а заузврат и за буџет Русија .

### Тензије око споразума о придруживању
Уочи самита ЕУ у Виљнусу 2013. између ЕУ и њених источних суседа дошло је до онога што је The Economist назвао „сировим геополитичком надметањем“ какво није виђено у Европи од краја Хладног рата, док је Русија покушавала да убеди земље у свом „ блиском иностранству “. „да се придружи њеној новој Евроазијској економској унији, а не да потпише споразуме о придруживању са ЕУ. Руска влада под председником Путином успела је да убеди Јерменију (у септембру) и Украјину (у новембру) да зауставе разговоре са ЕУ и уместо тога започну преговоре са Русијом. Ипак, самит ЕУ је настављен, а Молдавија и Грузија су кренуле ка споразумима са ЕУ упркос противљењу Русије. Широко распрострањени протести у Украјини довели су до тога да је тадашњи председник Виктор Јанукович отишао из Украјине у Русију у фебруару 2014. Русија је потом започела војну интервенцију у Украјини . Европска унија је осудила ову акцију као инвазију и увела забрану издавања виза и замрзавање имовине неким руским званичницима. Савет Европске уније је навео да „руско кршење међународног права и дестабилизација Украјине оспоравају европски безбедносни поредак у његовој сржи“.
Русија сматра неке од земаља које су се пријавиле за улазак у ЕУ или НАТО након пада гвоздене завесе као део своје сфере утицаја . Она је критиковала њихово признање и често говорила да НАТО „приближава своју инфраструктуру руској граници“. Ширење НАТО-а на балтичке државе Литваније, Летоније и Естоније, као и предложено уздизање Грузије и Украјине су међу главним захтевима Русије да НАТО задире у њену сферу утицаја. Заменик генералног секретара НАТО- а Александар Вершбоу одговорио је да главна војна инфраструктура НАТО-а у источној Европи није ништа ближе руској граници него од краја Хладног рата и да сама Русија одржава велико војно присуство у суседним земљама.

### Санкције због Украјине

#### ЕУ уводи санкције Русији због Украјине
Анексија Крима од стране Руске Федерације 2014. донела је 17. марта 2014. санкције Савета Европске уније Руској Федерацији . Војном интервенцијом у Донбасу, а сада руском инвазијом на Украјину 2022. године, они су постали још оштрији. Резултати су били предмет многих академских дебата, и многих парламентарних извештаја.
Током периода када је био на снази споразум из Минска, санкције ЕУ су такође укључивале забране издавања виза и замрзавање имовине више од 150 појединаца и више од 40 субјеката укључених у ове операције. Санкције ЕУ су континуирано продужаване са све већом оштрином и на снази су од 2023.
У мају 2020. председница Европске комисије Урсула фон дер Лајен и председник Европског савета Шарл Мишел одговорили су на позиве Русије за ублажавање санкција како би се олакшао одговор на ЦОВИД-19, објашњавајући да су санкције ЕУ „намерно уско уоквирене како би се ограничили ризици нежељених последица или штете по ширу популацију“ и ниједна од њих не спречава „извоз хране или лекова, вакцина или медицинске опреме“. Како првобитне разлоге за санкционисање Русија није отклонила, санкције су продужене за још годину дана.
„Персонализоване санкције“ наметнуте појединцима као што су руски функционери и олигарси су се прошириле од њиховог почетка 2014. Следећа непотпуна листа даје детаљан опис врсте и ширине санкција, као и конкретних догађаја у вези:
- 17.03.2014 Покренуте санкције [161]
- 22.07.2015 Савет Европске уније предузима мере после обарања лета МХ17
- 02.03.2022 Забрана СВИФТ кода за седам руских банака
- 02.03.2022 обустава емитовања програма Руссиа Тодаи и Спутњика
- 03.03.2022. Злоупотреба украјинских државних фондова: ЕУ продужава рестриктивне мере
- 09.03.2022 ЕУ договорила нове мере за Белорусију и Русију
- 13.04.2022 ЕУ уводи изузетке од рестриктивних мера за олакшавање хуманитарних активности
- 21.07.2022 Пакет санкција „Одржавање и усклађивање” као одговор на инвазију Русије на Украјину
- 20.10.2022 ЕУ санкционисала три лица и један ентитет због употребе иранских дронова у руској агресији
- 23.11.2022 Европски парламент прогласио Русију државом спонзором тероризма [3]
- 28.11.2022. ЕУ додаје кршење санкција на листу злочина ЕУ
- 04.02.2023 ЕУ договорила ниво ограничења цена руских нафтних деривата

У марту 2022. године, ЕУ је покренула „Радну групу за замрзавање и одузимање“ под комесаром за правосуђе Дидијеом Рејндерсом, како би Украјини исплатила средства која су руски олигарси оставили у касама њених банака. Такође, у марту је успостављена Радна група руских елита, опуномоћеника и олигарха између ЕУ, земаља Г7 и Аустралије.
Према временском оквиру ЕУ рестриктивних мера против Русије у вези са руском инвазијом на Украјину 2022. године, ЕУ је увела 10 пакета санкција као одговор од уочи инвазије. Следећи временски оквир „пакета санкција“ показује да се оне континуирано продужавају, повећавају тежину и да су на снази од 2023.
- 23.02.2022 Први пакет санкција као одговор на инвазију Русије на Украјину
- 25.02.2022 Други пакет санкција као одговор на инвазију Русије на Украјину
- 02.03.2022 Трећи пакет санкција као одговор на инвазију Русије на Украјину
- 15.03.2022 Четврти пакет санкција као одговор на инвазију Русије на Украјину
- 08.04.2022. Пети пакет санкција као одговор на инвазију Русије на Украјину
- 03.06.2022 Шести пакет санкција као одговор на инвазију Русије на Украјину
- 21.07.2022 Седми пакет санкција као одговор на инвазију Русије на Украјину [165]
- 06.10.2022 Осми пакет санкција као одговор на инвазију Русије на Украјину
- 16.12.2022 9. пакет санкција као одговор на инвазију Русије на Украјину
- 15.02.2023 10. пакет санкција као одговор на инвазију Русије на Украјину

#### Русија уводи санкције ЕУ у знак одмазде
Русија је увела сопствени сет контрасанкција ЕУ од када је почело погоршање односа. Руски ембарго на увоз хране из ЕУ, првобитно као одговор на санкције ЕУ, на снази је од 6. августа 2014.
Крајем маја 2015. Русија је забранила 89 Европљана.

### Налог МКС за хапшење Путина
Међународни кривични суд је 17. марта 2023. издао налог за хапшење руског председника Владимира Путина заједно са Маријом Лвовом-Беловом, руском комесарком за права деце, пошто су оптужени за незакониту депортацију и трансфер деце током руске инвазије на Украјину . Свих 27 држава чланица Европске уније су међу 123 потписнице Римског статута . Свака држава чланица ЕУ дужна је да приведе и пребаци Путина и Лвову-Белову ако неко од њих крочи на њихову територију.